# Murphy Pakiam
Murphy Nicholas Xavier Pakiam (ur. 6 grudnia 1938 w Tapah) – malezyjski duchowny rzymskokatolicki, w latach 2003–2013 arcybiskup Kuala Lumpur.

## Życiorys
Święcenia kapłańskie przyjął 10 maja 1964. 1 kwietnia 1995 został prekonizowany biskupem pomocniczym Kuala Lumpur ze stolicą tytularną Chunavia. Sakrę biskupią otrzymał 4 października 1995. 24 maja 2003 został mianowany arcybiskupem. 29 maja odbył się jego ingres. 13 grudnia 2013 przeszedł na emeryturę.